# گرتا مکرتچیان
گرتا سورنی مکرتچیان (ارمنی: Գրետա Սուրենի Մկրտչյան؛ انگلیسی: Greta Mkrtchyan زادهٔ ۵ مهٔ ۱۹۳۸)، شاعر و نویسنده اهل ارمنستان است.

## زندگی‌نامه
وی در ۵ مه ۱۹۳۸ در کیروواکان به دنیا آمد و از دانشکده لغت‌شناسی دانشگاه دولتی ایروان فارغ‌التحصیل گشت. 